# Achelia alaskensis
Achelia alaskensis là một loài nhện biển trong họ Ammotheidae. Loài này thuộc chi Achelia. Achelia alaskensis được miêu tả khoa học năm 1904 bởi Cole.